# 播磨社会復帰促進センター
播磨社会復帰促進センター（はりましゃかいふっきそくしんセンター）は、兵庫県加古川市にある刑務所（矯正施設）である。日本で2番目、近畿地方初のPFI手法による刑務所として、2007年10月1日に開所した。
大林ファシリティーズ（大林組傘下の施設管理会社）・綜合警備保障・東レなどを中心として設立されたSPC（特定目的会社）である「播磨ソーシャルサポート株式会社」が整備・運営を行っていた。
なお、本事業を運営するために加古川市全域に構造改革特区が適用されている。
巡回業務や受刑者への教育等、政府と民間が共同事業を行う半官半民を特色として運営していたが、2022年3月をもって播磨ソーシャルサポート株式会社が撤退し、PFI事業が終了した。2022年4月からは、公共サービス改革法に基づく民間委託事業を開始。

## 所在地
- 兵庫県加古川市八幡町宗佐544

JR加古川線厄神駅よりタクシーで10分

## 収容分類級
- A級
  - 26歳以上の初犯者を対象とする男子刑務所。

## 収容定員
- 1,000人（男性のみ）

## 組織
センター長の下に2部1課を置く2部制施設である。
- 総務部（庶務課、会計課、用度課）
  - 総務部に調査官1名を置く。
- 処遇部（処遇部門、企画部門）
- 医務課

## 特色
- 一般収容施設と知的障害者などを対象とした特別ユニットとに分かれている。

## 工場及び刑務作業
- 1工場　※新入考査工場
- 2工場　※生産工場
- 3工場　※生産工場
- 4工場　※生産工場
- 5工場　※生産工場
- 6工場　※生産工場
- 7工場　※生産工場
- 8工場　※職業訓練工場
- 9工場　※職業訓練工場
- 10工場　※生産工場
- 11工場　※職業訓練工場
- 12工場　※職業訓練工場
- 13工場　※生産工場
- 1内掃工場　※屋内清掃作業
- 2内掃工場　※屋外清掃作業
- 洗濯工場
- 炊場工場
- 図書統計工場（R4年～）
- 営繕工場（R5年～）
- 運搬工場（R4年度に廃止）